# Прогресс мировых рекордов в комбинированной эстафете 4 × 100 м у мужчин в 25-метровом бассейне
Прогресс мировых рекордов в комбинированной эстафете 4×100 метров в 25-метровом бассейне — эта статья включает в себя прогрессию мирового рекорда и показывает хронологическую историю мировых рекордов в смешанной комбинированной эстафете 4×100 метров в 25-метровом бассейне. Смешанная комбинированная эстафета 4×100 метров — это эстафета, в которой каждый из четырех пловцов команды в определённом порядке проплывает 100-метровый отрезок в следующей последовательности:
1. На спине (старт из воды)
2. Брассом
3. Баттерфляем
4. Вольным стилем
Пловец, стартовавший на первом этапе эстафеты, за исключением смешанных эстафет, может заявить о попытке установить рекорд мира или юношеский рекорд мира. Если он закончит свой этап в рекордное время в соответствии с правилами прохождения этой дистанции, то его результат не может быть аннулирован из-за последующей дисквалификации эстафетной команды за нарушения, совершенные после окончания пловцом дистанции.
Мировые рекорды ратифицируется и регламентируются в соответствии с правилами ФИНА.
Прогресс мировых рекордов в комбинированной эстафете 4×100 метров 25-метровом бассейне
| Номер | Время   |   | Имя                                                                                               | Национальность | Дата               | Соревнование                         | Место                      | Прим.             |
| ----- | ------- | - | ------------------------------------------------------------------------------------------------- | -------------- | ------------------ | ------------------------------------ | -------------------------- | ----------------- |
| 1     | 3:32.57 |   | (53.24)Трипп Швенк (59.43)Сез Ван Нерден (52.20)Марк Хендерсон (47.70)Джон Олсен                  | США            | 2 декабря 1993 г.  | Чемпионат мира                       | Пальма-де-Майорка, Испания | [ 3 ] [ 4 ] [ 5 ] |
| 2     | 3:30.91 |   | (52.28)Эдриан Рэдли (59.68)Райан Митчелл (51.10)Джефф Хьюгилл (47.85)Михаил Клим                  | Австралия      | 23 декабря 1996 г. | Чемпионат Австралии на короткой воде | Мельбурн, Австралия        | [ 6 ] [ 7 ]       |
| 3     | 3:30.66 |   | (52.72)Эдриан Рэдли (59.39)Фил Роджерс (51.35)Джефф Хьюгилл (47.20)Майл Клим                      | Австралия      | 17 апреля 1997 г.  | Чемпионат мира                       | Гётеборг, Швеция           | [ 8 ]             |
| 4     | 3:29.88 |   | (53.34)Мэттью Уэлш (59.47)Фил Роджерс (50.69)Майл Клим (46.38)Крис Фидлер                         | Австралия      | 4 апреля 1999 г.   | Чемпионат мира                       | Гонконг, Гонконг           | [ 9 ]             |
| 5     | 3:29.00 |   | (52.17)Аарон Пирсол (58.56)Дэвид Деннистон (51.93)Питер Маршалл (46.34)Джейсон Лезак              | США            | 7 апреля 2002 г.   | Чемпионат мира                       | Москва, Россия             | [ 10 ] [ 11 ]     |
| 6     | 3:28.12 |   | (50.95)Мэттью Уэлш (59.44)Джим Пайпер (50.61)Джефф Хьюгилл (47.12)Эшли Каллус                     | Австралия      | 4 сентября 2002 г. | Чемпионат Австралии на короткой воде | Мельбурн, Австралия        | [ 12 ]            |
| 7     | 3:25.38 |   | (51.28)Аарон Пирсол (57.82)Брендан Хансен (48.62)Ян Крокер (47.66)Гаррет Вебер-Гейл               | США            | 25 марта 2004 г.   | Чемпионат NCAA                       | Ист-Медоу, США             | [ 13 ] [ 14 ]     |
| 8     | 3:25.09 |   | (51.35)Аарон Пирсол (57.42)Брендан Хансен (49.76)Ян Крокер (46.56)Джейсон Лезак                   | США            | 11 октября 2004 г. | Чемпионат мира                       | Индианаполис, США          | [ 15 ]            |
| 9     | 3:24.29 |   | (50.57)Станислав Донец (57.93)Сергей Гейбель (49.39)Евгений Коротышкин (46.40)Александр Сухоруков | Россия         | 13 апреля 2008 г.  | Чемпионат мира                       | Манчестер, Великобритания  | [ 16 ]            |
| 10    | 3:23.33 |   | (50.60)Джейк Тэпп (57.18)Пол Корнфельд (50.18)Джо Барток (45.37)Брент Хейден                      | Канада         | 9 августа 2009 г.  | Гран-при Великобритании              | Лидс, Великобритания       | [ 17 ] [ 18 ]     |
| 11    | 3:20.71 |   | (48.94)Ник Томан (57.03)Марк Ганглофф (49.93)Майкл Фелпс (44.81)Натан Адриан                      | США            | 18 декабря 2009 г. | Дуэль в бассейне                     | Манчестер, Великобритания  | ?                 |
| 12    | 3.19.16 |   | Станислав Донец Сергей Гейбель Евгений Коротышкин Данила Изотов                                   | Россия         | 20 декабря 2009 г. | Кубок Владимира Сальникова           | Санкт-Петербург, Россия    | [ 19 ]            |
| 13    | 3:18.98 |   | Райан Мерфи (48,96) Ник Финк (54,88) Трентон Джулиан (49,19) Киран Смит (45,95)                   | США            | 18 декабря 2022 г. | Чемпионат мира                       | Мельбурн , Австралия       | [ 20 ] [ 21 ]     |
| 13    | 3:18.98 | = | Айзек Купер (49.46) Джошуа Йонг (56.55) Мэттью Темпл (48,34) Кайл Чалмерс (44,63)                 | Австралия      | 18 декабря 2022 г. | Чемпионат мира                       | Мельбурн , Австралия       | [ 20 ]            |
| 14    | 3:18.68 |   | Мирон Лифинцев (49.31) Кирилл Пригода (55.15) Андрей Минаков (48.80) Егор Корнев (45.42)          | Россия         | 15 декабря 2024    | Чемпионат мира                       | Будапешт, Венгрия          |                   |

Примечания: # — рекорд ожидает ратификации в FINA;
Рекорды в стадиях: к — квалификация; пф — полуфинал; э — 1-й этап эстафеты; эк −1-й этап эстафеты квалификация; б — финал Б; † — в ходе более длинного заплыва; зв — заплыв на время.